# Eugenio Fascetti
Eugenio Fascetti (ur. 23 października 1938 w Viareggio) – włoski piłkarz, grający na pozycji pomocnika, trener piłkarski.

## Kariera piłkarska

### Kariera klubowa
W 1956 rozpoczął karierę piłkarską w Bologna FC. Latem 1960 przeniósł się do Juventusu, ale po roku odszedł do Messiny. W sezonie 1964/65 bronił barw S.S. Lazio, po czym wrócił do Messiny. W 1966 przeszedł do Savony. W 1968 został piłkarzem Sambenedettese. W 1970 zakończył karierę piłkarza w klubie z rodzimego miasta Viareggio.

## Kariera trenerska
Po zakończeniu kariery piłkarskiej rozpoczął karierę szkoleniową. W latach 1973–1977 trenował Fulgorcavi Latina. Potem prowadził zawodowe kluby Varese, Lecce, S.S. Lazio, Avellino, Torino FC, Hellas Werona, Lucchese, Bari, Vicenza, ACF Fiorentina i Como.

## Sukcesy i odznaczenia

### Sukcesy piłkarskie
Juventus
- mistrz Włoch: 1960/61

### Sukcesy trenerskie
- promocja do Serie A (5x):  Lecce (1984/85), Lazio (1987/88), Torino (1989/90), Verona (1990/91), Bari (1996/97)